# Jorge Carlos Mosonyi
Jorge Carlos Mosonyi Szas (Hungría, 7 de febrero de 1947 - Venezuela, 26 de agosto de 2009) fue un antropólogo y lingüista venezolano de origen húngaro.

## Carrera
Antropólogo graduado en la Universidad Central de Venezuela, institución de la cual fue también profesor en el área de lingüística. Se desempeñó durante muchos años como jefe del Proyecto de Lingüística Indígena de Venezuela, adscrito al Instituto de Investigaciones Económicas y Sociales de la UCV, institución donde ejerció fundamentalmente la investigación y la docencia junto a su hermano Esteban Emilio. Fue autor de una amplia serie de libros y artículos sobre temas de lingüística, antropología, lenguas indígenas y del esperanto. Asesor y luchador por la educación intercultural y el movimiento indigenista. Fue también miembro de la Asociación Venezolana de Esperanto desde 1974 y su presidente en reiteradas ocasiones, en dicho movimiento se destacó como traductor de incontables cuentos indígenas al esperanto, para 2008 la Editorial El Perro y la Rana publicó "Pequeña Selección de Obras de Simón Bolivar-Eta Selektaĵo de Verkoj de Simon Bolivar"; una selección de documentos del Libertador de Venezuela en esperanto y español donde él fue co-traductor. Algunas de sus obras de antropología fueron: Diccionario Básico del Idioma Karina, Kari'nas, Caribes Ante El Siglo XXI, y el Manual de Lenguas Indígenas de Venezuela.
Fue Presidente de la Asociación Venezolana de Esperanto, hasta el día de su fallecimiento. Miembro del movimiento esperantista desde los años 70, cuando aprendió el idioma Esperanto, junto con: Esteban Emilio, su hermano. Efectuó labor por el idioma de Zamenhof durante todos esos años.
Su hermano, el antropólogo y lingüista Esteban Emilio Mosonyi  fue honrado en 1999 con el  Premio Nacional de Cultura, mención Humanidades. Actualmente ocupa el cargo de rector de la Universidad Indígena del Tauca. 